# Liste der Monuments historiques in Coursegoules
Die Liste der Monuments historiques in Coursegoules führt die Monuments historiques in der französischen Gemeinde Coursegoules auf.

## Liste der Bauwerke
| Bezeichnung                | Beschreibung                        | Standort | Kennzeichnung | Schutzstatus | Datum | Bild           |
| -------------------------- | ----------------------------------- | -------- | ------------- | ------------ | ----- | -------------- |
| Kapelle St-Michel          | Erbaut im 6./7. und 12. Jahrhundert | (Lage)   | PA00080715    | Inscrit      | 1978  | weitere Bilder |
| Kirche Ste-Marie-Madeleine | Erbaut ab dem 12. Jahrhundert       | (Lage)   | PA00080716    | Inscrit      | 1982  | weitere Bilder |

## Liste der Objekte
| Bezeichnung                  | Beschreibung                                                                            | Standort | Kennzeichnung | Schutzstatus | Datum | Bild |
| ---------------------------- | --------------------------------------------------------------------------------------- | -------- | ------------- | ------------ | ----- | ---- |
| Prozessionskreuz (gestohlen) | Silber, vergoldet Mitte des 16. Jahrhunderts; ehemals in der Kirche Ste-Marie-Madeleine | (Lage)   | PM06000206    | Classé       | 1910  |      |